# NGC 5110
NGC 5110 (NGC 5111) é uma galáxia elíptica (E-S0) localizada na direcção da constelação de Virgo. Possui uma declinação de -12° 57' 51" e uma ascensão recta de 13 horas, 22 minutos e 56,4 segundos.
A galáxia NGC 5110 foi descoberta em 11 de Maio de 1784 por William Herschel.